# Sebastiaan van Bemmelen
Sebastiaan van Bemmelen (ur. 18 sierpnia 1989 w Beuningen) – holenderski siatkarz, reprezentant Holandii, grający na pozycji środkowego.

## Sukcesy klubowe
Liga holenderska:
- 2024[2]
- 2009, 2022[3], 2023
- 2021

Puchar Niemiec:
- 2012

Liga niemiecka:
- 2012

Puchar Belgii:
- 2014[4]

Liga belgijska:
- 2014
- 2015

## Sukcesy reprezentacyjne
Liga Europejska:
- 2012[5]

Memoriał Huberta Jerzego Wagnera:
- 2013